# Peltigeraceae
Famille
Les Peltigeraceae (Peltigéracées) sont une famille de champignons ascomycètes. Ce sont des cyanolichens, c'est-à-dire des champignons lichénisés généralement associés à des cyanobactéries ; si le symbionte primaire de certaines espèces est aujourd'hui parfois une algue verte, l'association avec une cyanobactérie serait ancestrale. Le thalle est foliacé et souvent de grande taille. La famille compte environ 80 espèces réparties en deux genres, représentés dans le monde entier.

## Liste des genres
Selon Outline of Ascomycota—2009 :
- Peltigera
- Solorina

## Galerie d'espèces

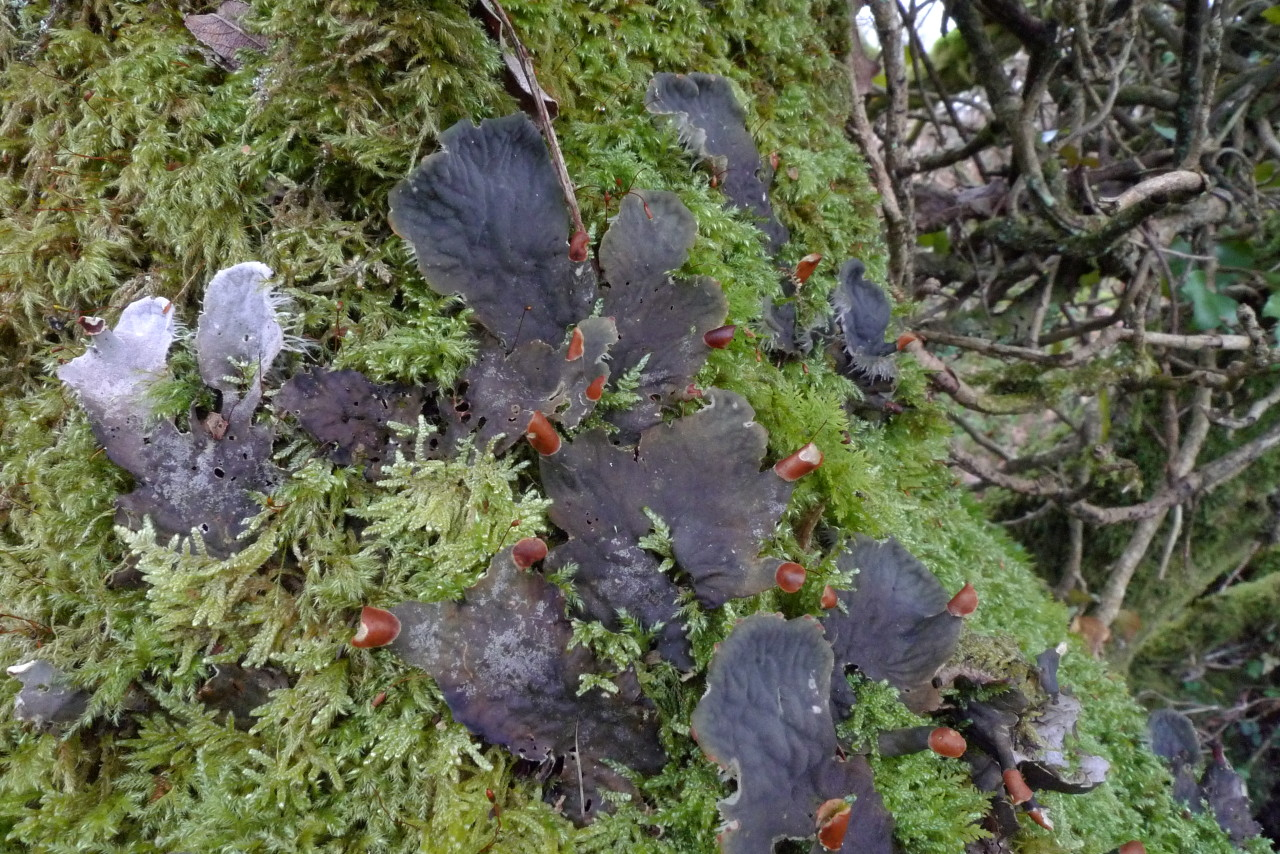
Peltigera membranacea
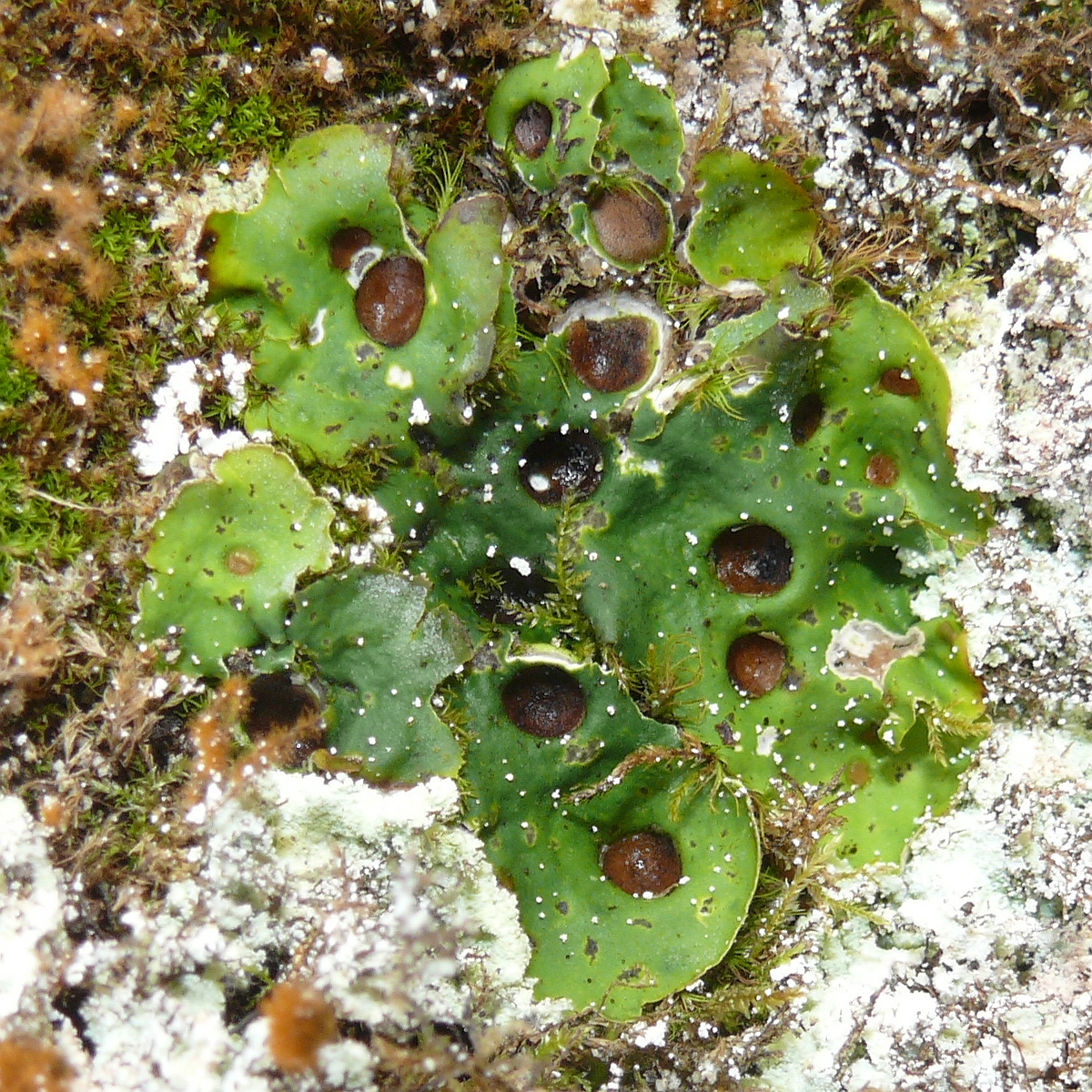
Solorina saccata